# Godus
Godus — игра в жанре симулятор бога, выпущенная компанией 22Cans. Игра разработана Питером Молиньё, ранее работавшим над Populous. 22Cans запустила кампанию по сбору средств на Kickstarter, где собрала более £450,000.

## Игровой процесс
Игрок начинает игру со спасения утопающих мужчины и женщины. После того, как игрок доведёт их до «Земли Обетованной», они начнут строить палатку. Вскоре у них появится «работник», который построит ещё одну палатку и будет там жить. При использовании этой стратегии, игрок будет исследовать мир и повышать популяцию. Главной особенностью игры является то, что игрок может изменять уровни земли по его желанию. Различным уровням нужно больше «Веры», чем обычно. Игрок сможет изучить, по крайней мере ещё один мир после нахождения определённого корабля. Для этого игроку нужно собрать достаточное количество ресурсов, чтобы восстановить его.

## Разработка
К Godus приложил усилия геймдизайнер Питер Молиньё и его студия 22Cans. Игра является духовным наследником Populous, и вдохновлена такими тайтлами, как Dungeon Keeper и Black & White. Питер Молиньё покинул свой пост в Microsoft в марте 2012 года, чтобы перейти в 22Cans. С командой из 20 человек студия выпустила свою первую игру, Curiosity – What's Inside the Cube?, 6 Ноября 2012. После этого началась работа над Godus. Игрок будет царствовать как виртуальный бог и управлять другими персонажами, то есть своими верующими.
22Cans запустила кампанию на Kickstarter, поставив цель: собрать £450,000 до 20 Декабря 2012. 22Cans планировала выпустить прототип игры 13 Декабря 2012, в попытке привлечь больше сторонников к их кампании на Kickstarter. В конце кампании было собрано £526,563. С 13 Сентября 2013, Godus был выпущен на Steam в раннем доступе в виде бета-версии.
Версия игры для iOS была выпущена 7 Августа 2014 года, версия для Android — 27 Ноября 2014 года.

## Критика
Tom Bramwell из Eurogamer выразил озабоченность тем, что успешные разработчики игр финансируют свои проекты с помощью Kickstarter.
Дополнительные критические замечания были высказаны в отношении модели распространения iOS- и Android-версий игры. Также игроки негативно отреагировали на невыполнение обещания разработчиков, и потребовали возврат денег или извинения, что также не было выполнено.